# Liste des représentants des États-Unis pour le Missouri
L'État du Missouri dispose de huit représentants à la Chambre des représentants des États-Unis.

## Représentation actuelle à la Chambre des représentants (2025-2027)
| District et Nom | District et Nom | District et Nom | Début du mandat                             | Parti       |
| --------------- | --------------- | --------------- | ------------------------------------------- | ----------- |
| 1               | Wesley Bell     |                 | 3 janvier 2025 (2 mois et 20 jours)         | Démocrate   |
| 2               | Ann Wagner      |                 | 3 janvier 2013 (12 ans, 2 mois et 20 jours) | Républicain |
| 3               | Bob Onder       |                 | 3 janvier 2025 (2 mois et 20 jours)         | Républicain |
| 4               | Mark Alford     |                 | 3 janvier 2023 (2 ans, 2 mois et 20 jours)  | Républicain |
| 5               | Emanuel Cleaver |                 | 3 janvier 2005 (20 ans, 2 mois et 20 jours) | Démocrate   |
| 6               | Sam Graves      |                 | 3 janvier 2001 (24 ans, 2 mois et 20 jours) | Républicain |
| 7               | Eric Burlison   |                 | 3 janvier 2023 (2 ans, 2 mois et 20 jours)  | Républicain |
| 8               | Jason Smith     |                 | 3 janvier 2013 (12 ans, 2 mois et 20 jours) | Républicain |

### Démographie

#### Parti politique
- six républicains
- deux démocrates

#### Sexe
- sept hommes (cinq républicains et deux démocrates)
- une femme  (une républicaine)

#### Ethnie
- six Blancs (tous républicains)
- deux Afro-Américain (tous démocrates)

#### Âge
- De 30 à 40 ans : un
- De 50 à 60 ans : quatre
- De 60 à 70 ans : deux
- Plus de 70 ans : un

#### Religion
- Catholicisme : trois
- Protestantisme : cinq
  - Mennonitisme : un
  - Méthodisme : un
  - Presbytérianisme : un
  - Baptisme : un
  - Assemblées de Dieu : un